# Eva Adolfsson
Eva Adolfsson (* 28. Dezember 1942 in Malmö, Schweden; † 20. April 2010) war eine schwedische Schriftstellerin.

## Leben
Eva Adolfsson war die Tochter des Schriftstellers Gunnar Adolfsson. Sie wuchs in Göteborg auf und besuchte ein Sprachgymnasium im Stadtteil Majorna. An der Universität Stockholm begann sie ein Studium der Russischen Sprache, welches sie 1966 mit einem Magister abschloss. An der Lehrerhochschule Stockholm absolvierte sie 1971 erfolgreich ein Lehramtsstudium. Von 1976 bis 1982 arbeitete sie schließlich als Redakteurin beim Kulturmagazin Ord&Bild, wobei sie unter anderem auch Literaturkritiken bei Tageszeitungen wie etwa dem Dagens Nyheter schrieb.
Ihr Autorendebüt gab Adolfsson 1980 mit ihrer Essaysammlung Livstycken. Ihr Romandebüt als Schriftstellerin folgte 1989 mit I hennes frånvaro. Insbesondere ihr vorletzter, 2005 erschienener, Roman Förvandling wurde von der Kritik gelobt. So wurde sie 2006 mit dem Romanpreis des Schwedischen Radios ausgezeichnet.
1981 heiratete Adolfsson den Literaturhistoriker und Hochschullehrer Ulf Olsson, mit dem sie bis zu ihrem Tod zusammenlebte.

## Werke (Auswahl)
- Livstycken. 1980.
- I hennes frånvaro. 1989.
- I gränsland. Essäer om kvinnliga författarskap. 1991.
- Till Moskva. 1995.
- Till skilda orter. 1998.
- Hör, jag talar. 2003.
- Förvandling. 2005.
- En liten historia. 2009.

## Auszeichnungen (Auswahl)
- Lotten-von-Kræmer-Preis 1991
- Moa-Preis 2000.
- Zibetska-Preis 2003.
- Romanpreis des Schwedischen Radios 2006 für Förvandling